# Coulans-sur-Gée
Coulans-sur-Gée és un municipi francès situat al departament del Sarthe i a la regió de País del Loira. L'any 2007 tenia 1.356 habitants.

## Demografia

### Població
El 2007 la població de fet de Coulans-sur-Gée era de 1.356 persones. Hi havia 513 famílies de les quals 113 eren unipersonals (36 homes vivint sols i 77 dones vivint soles), 174 parelles sense fills, 214 parelles amb fills i 12 famílies monoparentals amb fills.
La població ha evolucionat segons el següent gràfic:
Habitants censats

### Habitatges
El 2007 hi havia 579 habitatges, 518 eren l'habitatge principal de la família, 16 eren segones residències i 45 estaven desocupats. 510 eren cases i 16 eren apartaments. Dels 518 habitatges principals, 348 estaven ocupats pels seus propietaris, 159 estaven llogats i ocupats pels llogaters i 11 estaven cedits a títol gratuït; 47 tenien una cambra, 22 en tenien dues, 73 en tenien tres, 149 en tenien quatre i 226 en tenien cinc o més. 376 habitatges disposaven pel capbaix d'una plaça de pàrquing. A 156 habitatges hi havia un automòbil i a 286 n'hi havia dos o més.

### Piràmide de població
La piràmide de població per edats i sexe el 2009 era:
| Homes | Edats   | Dones |
| ----- | ------- | ----- |
| 0     | 95 o +  | 8     |
| 0     | 90 a 94 | 12    |
| 8     | 85 a 89 | 16    |
| 4     | 80 a 84 | 8     |
| 12    | 75 a 79 | 20    |
| 24    | 70 a 74 | 16    |
| 24    | 65 a 69 | 24    |
| 24    | 60 a 64 | 24    |
| 20    | 55 a 59 | 8     |
| 32    | 50 a 54 | 32    |
| 80    | 45 a 49 | 64    |
| 32    | 40 a 44 | 52    |
| 56    | 35 a 39 | 40    |
| 36    | 30 a 34 | 40    |
| 20    | 25 a 29 | 24    |
| 40    | 20 a 24 | 20    |
| 52    | 15 a 19 | 40    |
| 40    | 10 a 14 | 40    |
| 32    | 5 a 9   | 32    |
| 36    | 0 a 4   | 28    |

## Economia
El 2007 la població en edat de treballar era de 882 persones, 690 eren actives i 192 eren inactives. De les 690 persones actives 647 estaven ocupades (340 homes i 307 dones) i 42 estaven aturades (16 homes i 26 dones). De les 192 persones inactives 55 estaven jubilades, 90 estaven estudiant i 47 estaven classificades com a «altres inactius».

### Ingressos
El 2009 a Coulans-sur-Gée hi havia 527 unitats fiscals que integraven 1.461 persones, la mediana anual d'ingressos fiscals per persona era de 18.670 €.

### Activitats econòmiques
Dels 49 establiments que hi havia el 2007, 1 era d'una empresa extractiva, 1 d'una empresa alimentària, 2 d'empreses de fabricació de material elèctric, 2 d'empreses de fabricació d'altres productes industrials, 7 d'empreses de construcció, 8 d'empreses de comerç i reparació d'automòbils, 2 d'empreses de transport, 3 d'empreses d'hostatgeria i restauració, 1 d'una empresa d'informació i comunicació, 6 d'empreses financeres, 3 d'empreses immobiliàries, 5 d'empreses de serveis, 3 d'entitats de l'administració pública i 5 d'empreses classificades com a «altres activitats de serveis».
Dels 14 establiments de servei als particulars que hi havia el 2009, 1 era una gendarmeria, 1 oficina de correu, 2 oficines bancàries, 2 tallers de reparació d'automòbils i de material agrícola, 3 paletes, 1 fusteria, 1 lampisteria, 1 electricista, 1 perruqueria i 1 restaurant.
Dels 4 establiments comercials que hi havia el 2009, 1 era una fleca, 1 una carnisseria, 1 una botiga d'equipament de la llar i 1 una floristeria.
L'any 2000 a Coulans-sur-Gée hi havia 35 explotacions agrícoles que ocupaven un total de 1.520 hectàrees.

## Equipaments sanitaris i escolars
L'únic equipament sanitari que hi havia el 2009 era una farmàcia.
El 2009 hi havia 1 escola maternal integrada dins d'un grup escolar amb les comunes properes formant una escola dispersa i 1 escola elemental integrada dins d'un grup escolar amb les comunes properes formant una escola dispersa.

## Poblacions més properes
El següent diagrama mostra les poblacions més properes.